# Abdoulaye Diagne-Faye
Abdoulaye Diagne-Faye (født 26. februar 1978 i Dakar) er en senegalesisk fodboldspiller. Han kan benyttes både som forsvarer og defensiv midtbanespiller.
Faye startede sin karriere i den senegalesiske klub ASEC Ndiambour, før han forlod dem til fordel for Jeanne d'Arc. Efter dette blev han købt af den franske Ligue 1-klub Lens i juli 2002. Her spillede han blandt andet med sin landsmand Papa Bouba Diop. Faye har spillet 34 landskampe for Senegal og scoret 2 mål (pr. maj 2009).
15. august 2007 trykkede flere aviser at Faye var på vej til Newcastle United for omkring £2 millioner (ca. 23 millioner kroner). 30. august bekræftede Newcastles manager Sam Allardyce at Faye var i Newcastle for sin medicinske test, men at der fortsat genstod nogen detaljer med Bolton Wanderers. Helt på tampen af overgangsvinduet, 31. august 2007, var overgangen i hus, og Faye underskrev en treårsaftale med Newcastle United.
Det blev til en sæson i Newcatle for Faye. 15. august 2008, på dagen et år etter at rygterne begyndte at gå om at han var på vej fra Bolton Wanderers til Newcastle United, blev han klar for nyoprykkede Stoke City i Premier League. Overgangssummen lå på cirka £2,25 millioner, og han skrev under på en treårskontrakt.